# Ifalik
Ifalik (früher auch Ifaluk oder Wilson-Inseln) ist ein Atoll im Osten des Bundesstaats Yap der Föderierten Staaten von Mikronesien und gehört zur Inselgruppe der Karolinen im Pazifischen Ozean.

## Geographie
Ifalik liegt 57 km östlich von Woleai und 730 km südöstlich der Yap-Inseln.
Von den ursprünglich fünf Inseln auf dem Saumriff, Flarik, Flalap, Imoei, Ella und Elanelap, sind die ersten drei (die im Osten gelegenen Inseln) zur Hauptinsel Flalap (Ifalik) zusammengewachsen. Die Inseln haben zusammengenommen eine Landfläche von 1,47 km², während die Lagune 2,43 km² misst. Die Gesamtfläche beträgt etwa sechs Quadratkilometer. Die Lagune ist bis zu 20 Meter tief.
Im Süden des Atolls liegt zwischen den Inseln Ella im Westen und der ehemaligen Insel Imoei (jetzt Teil der Hauptinsel Flalap) die einzige Bootsdurchfahrt durch das Saumriff in die Lagune. Die Durchfahrt ist 45 Meter breit und hat eine geringste Tiefe von 5,5 Metern. Elanelap im Westen ist die kleinste Insel des Atolls. Sie ist auf der Karte (etwa Jahr 1900) nicht dargestellt.
Zur Volkszählung 2010 hatte das Atoll 578 Einwohner, die in einigen Dörfern an der Westküste (Lagunenseite) der Hauptinsel leben.

## Verwaltung
Ifalik bildet eine Gemeinde (municipality) des Staates Yap. Die Gemeinde gehört zum vierten Wahlbezirk des Bundesstaates Yap, einem der insgesamt fünf Wahlbezirke.

## Karten

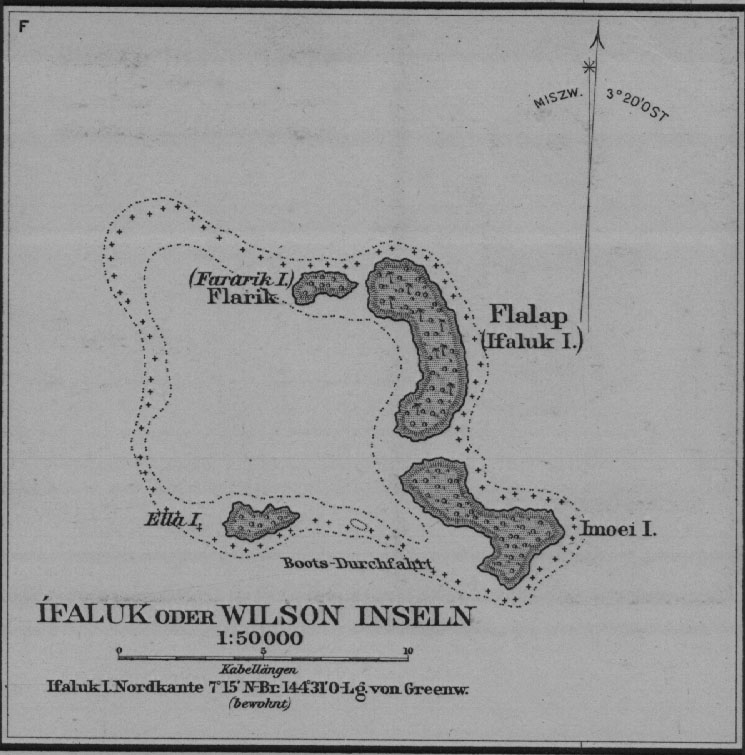
Karte von 1899 Die drei östlichen Inseln sind heute zusammengewachsen
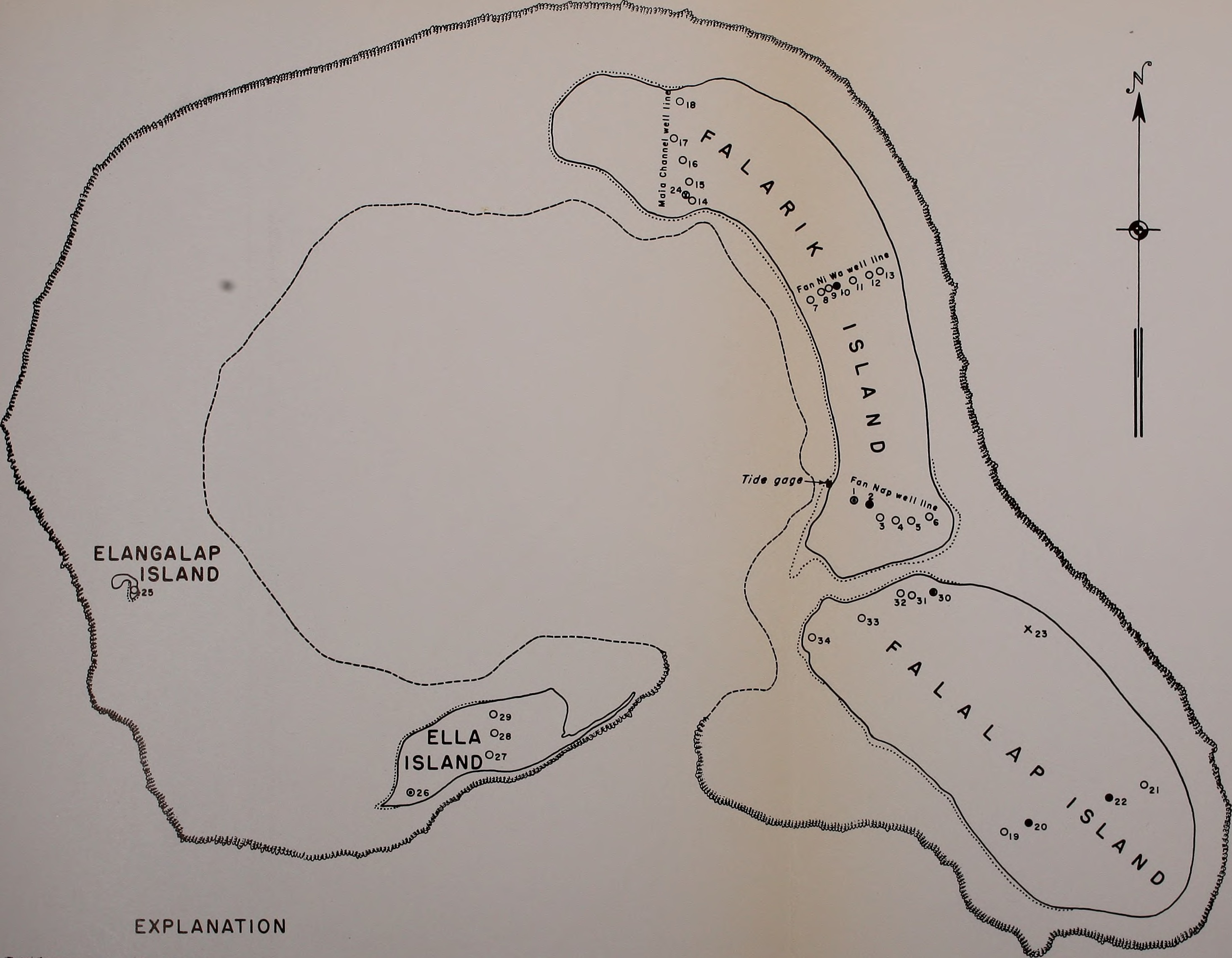
Karte von 1955